# Grand Prix automobile de Pescara 1956
Résultats du Grand Prix de Pescara 1956, couru sur le circuit de Pescara le 19 août 1956. Il s'agissait d'une course hors-championnat réservée aux voitures de la catégorie « sport » et non aux monoplaces.

## Le circuit

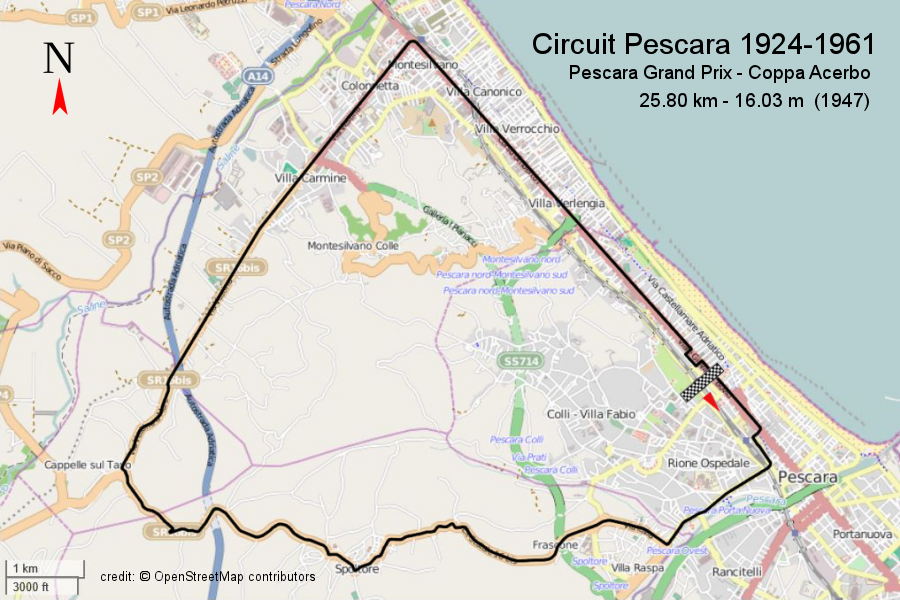
Le circuit de Pescara longe l'Adriatique.

Situé dans les Abruzzes, au bord de l'Adriatique, le circuit routier de Pescara est utilisé depuis le début des années 1920 pour la compétition automobile. Il traverse une partie de la commune de Pescara (où sont situés les stands, les tribunes principales et la ligne de départ), les hameaux de Villa Raspa, Caprara d'Abruzzo, le village de Cappelle sul Tavo et la petite ville de Montesilvano. Son tracé triangulaire développe vingt cinq kilomètres et demi et comporte deux très longues lignes droites (dont la ligne droite des stands, en bord de mer), ainsi qu'une partie très sinueuse dans les collines. Il autorise des vitesses très élevées, qui ont conduit à la mise en place d'une chicane juste avant la zone des stands en 1934. C'est le Prince Bira qui depuis 1954 y détient le record du tour, réalisé à la moyenne de 142,5 km/h sur sa Maserati, le circuit ayant été légèrement raccourci cette année-là. Juan Manuel Fangio détient le record de l'ancien tracé de 25,8 kilomètres, ayant tourné à 145,7 km/h de moyenne au volant de son Alfa Romeo lors du Grand Prix de Pescara 1950.

## Résultats
| Pos | Pilote             | Constructeur | Tours | Temps/Abandon    |
| --- | ------------------ | ------------ | ----- | ---------------- |
| 1   | Robert Manzon      | Gordini      | 14    | 2 h 41 min 2 s 0 |
| 2   | Piero Taruffi      | Maserati     | 14    | + 1 s 2          |
| 3   | Gino Munaron       | Ferrari      | 14    | + 5 s 9          |
| 4   | Franco Cortese     | Ferrari      | 14    |                  |
| 5   | Luigi Villoresi    | Osca         | 14    |                  |
| 6   | Piero Carini       | Ferrari      | 14    |                  |
| 7   | Joakim Bonnier     | Maserati     | 14    |                  |
| 8   | Ottavo Dos Santos  | Gordini      | 14    |                  |
| 9   | Azzurro Manzini    | Maserati     | 14    |                  |
| 10  | Harry Schell       | Maserati     | 14    |                  |
| 11  | Louis Chiron       | Osca         | 14    |                  |
| 12  | Ottavio Guarducci  | Ferrari      | 14    |                  |
| 13  | Seraci             | Ferrari      | 14    |                  |
| 14  | Jean Behra         | Maserati     | 13    | + 1 tour         |
| 15  | Albericco Cacciari | Maserati     | 13    | + 1 tour         |
| 16  | Louis Rosier       | Ferrari      | 13    | + 1 tour         |

## Tours en tête
- Jean Behra : 12 tours (1-12)
- Piero Taruffi : 1 tour (13)
- Robert Manzon : 1 tour (14)